# Rouletabille
Joseph Joséphin, surnommé Rouletabille, est un personnage récurrent de roman policier créé par Gaston Leroux dans son roman Le Mystère de la chambre jaune publié en 1907.

## Le personnage
Orphelin ramassé pieds nus sur les quais de Marseille, Joseph Joséphin travaille depuis l'âge de 18 ans comme petit reporter au journal L'Époque. Il attire très vite l'attention sur lui en retrouvant « le pied gauche de la rue Oberkampf », reste démembré d'une femme coupée en morceaux. Ses collègues le surnomment Rouletabille, sa tête étant ronde comme un boulet et son teint rouge comme une tomate. De petite taille et d'une bonne humeur constante, il s'attire facilement la sympathie de tous par son esprit original.
Il est doué d'un rare talent de détective amateur, qu'il exerce sur les reportages qui lui sont confiés et grâce auquel il arrive souvent à damer le pion aux inspecteurs les plus chevronnés. Sa logique est méthodique et consiste à trouver « le bon bout de la raison », qu'on reconnaît au fait que « c'est le seul qui ne craque jamais », ce dont est censé témoigner son front surdéveloppé.
Son fidèle ami Sainclair, avocat de profession, sert le plus souvent de narrateur à ses aventures. Les origines de Rouletabille sont révélées dans les deux premières aventures du personnage.
Une adaptation des aventures de Rouletabille en bande dessinée a été réalisée par le dessinateur belge Bernard Swysen sur un scénario adapté par l'auteur belge André-Paul Duchâteau. 
Ses péripéties ont donné lieu à de nombreuses adaptations cinématographiques. Dans la version du Mystère de la chambre jaune de 2003, le jeune journaliste est incarné par Denis Podalydès.
Rouletabille a préfiguré le personnage d'Isidore Beautrelet dans L'Aiguille creuse (1909), une aventure d'Arsène Lupin créée par Maurice Leblanc. Né beaucoup plus tard, en 1929, le personnage de Tintin est à l'évidence proche de Rouletabille (il est très jeune, journaliste, petit, prodigieusement intelligent, invulnérable etc.). Rouletabille est en fait mi-Tintin, mi-Sherlock Holmes.

## Avant Rouletabille
Rouletabille n'est pas le premier nom du personnage : Le Mystère de la chambre jaune est le premier épisode des Aventures extraordinaires du reporter Joseph Joséphin dit Boitabille. Cependant, à la suite de la protestation d'un journaliste, qui portait déjà ce pseudonyme, Boitabille devient Rouletabille et ne quittera plus ce nom à partir du deuxième épisode, Le Parfum de la dame en noir.

## Romans de la sérieRouletabille
- Le Mystère de la chambre jaune (1908)
- Le Parfum de la dame en noir (1908)
- Rouletabille chez le tsar (1913)
- Le Château noir (Rouletabille à la guerre I) (1916)
- Les Étranges Noces de Rouletabille (Rouletabille à la guerre II) (1916)
- Rouletabille chez Krupp (1920)
- Le Crime de Rouletabille (1922)
- Rouletabille chez les bohémiens (1923)

## Adaptations en bandes dessinées
Des œuvres de Gaston Leroux ont été adaptées en une série de bandes dessinées parue chez Lefrancq, par André-Paul Duchâteau (scénarios) et Bernard Swysen (dessins), dans la collection BDétectives de Claude Lefrancq Éditeur.
1. Le Fantôme de l'Opéra (1989)[3]
2. Le Mystère de la chambre jaune (1990)[3]
3. Le Parfum de la femme en noir (1991)[3]
4. La Poupée sanglante (1992)[3]
5. La Machine à assassiner (1993)[3]
6. L'Épouse du soleil (1996)[3]
7. Le Trésor du fantôme de l'opéra (1996)[3]
8. La double vie de Théophraste Longuet (1997)[3]

Les cinq premiers volumes de la série seront réédités par les éditions Soleil en 2001. Les tomes 2 et 3 seront enfin republiés un seul volume par Emmanuel Proust Éditions en 2008.
À partir de mars 2018, Jean-Charles Gaudin adapte aussi en bande dessinée des œuvres de Leroux aux éditions Soleil :
1. Le Mystère de la chambre jaune (2018), avec Sibin Slavkovic (dessin)
2. Le Parfum de la femme en noir (2018), avec Christophe Picaud (dessin)
3. Le Fantôme de l'Opéra (2019), avec Christophe Picaud (dessin)

## Adaptations cinématographiques et télévisuelles
- Le Mystère de la chambre jaune :
  - Le Mystère de la chambre jaune (1913) de Maurice Tourneur et Emile Chautard, avec Marcel Simon
  - Le Mystère de la chambre jaune (1930) de Marcel L'Herbier, avec Roland Toutain
  - Le Mystère de la chambre jaune (1949) de Henri Aisner, avec Serge Reggiani
  - Le Mystère de la chambre jaune (1965), téléfilm en 2 parties de Jean Kerchbron avec Claude Brasseur
  - Le Mystère de la chambre jaune (2003) de Bruno Podalydès, avec Denis Podalydès
- Le Parfum de la dame en noir :
  - Le Parfum de la dame en noir (1914) d'Émile Chautard, avec Lorin Raker
  - Le Parfum de la dame en noir (1931) de Marcel L'Herbier, avec Roland Toutain
  - Le Parfum de la dame en noir (1949) de Louis Daquin, avec Serge Reggiani
  - Le Parfum de la dame en noir (1966), série télévisée en 10 épisodes d'Yves Boisset, avec Philippe Ogouz
  - Le Parfum de la dame en noir (2005) de Bruno Podalydès, avec Denis Podalydès
- Rouletabille chez le tsar :  
  - Rouletabille chez le tsar (1966), série télévisée en 10 épisodes de Jean-Charles Lagneau, avec Philippe Ogouz
- Les Étranges Noces de Rouletabille :
  - Rouletabille joue et gagne (1947) de Christian Chamborant, avec Jean Piat
  - Rouletabille contre la dame de pique (1948) de Christian Chamborant, avec Jean Piat
- Rouletabille chez les bohémiens : 
  - Rouletabille chez les bohémiens, film de Henri Fescourt (1922), avec Gabriel de Gravone
  - Rouletabille chez les bohémiens (1966), série télévisée en 10 épisodes de Robert Mazoyer, avec Philippe Ogouz.

## Pastiche littéraire
- Rouletabille au Mont-Blanc (2024) par Antoine Leca aux éditions Paulsen[7]